# Gennes-sur-Seiche
 Gennes-sur-Seiche  es una población y comuna francesa, situada en la región de Bretaña, departamento de Ille y Vilaine, en el distrito de Rennes y cantón de Argentré-du-Plessis.

## Demografía
| 931 | 887 | 789 | 758 | 742 | 740 |
| Para los censos de 1962 a 1999 la población legal corresponde a la población sin duplicidades (Fuente: INSEE [Consultar]) |     |     |     |     |     |